# Anah District
Anah District är ett distrikt i Irak.   Det ligger i provinsen Al-Anbar, i den nordvästra delen av landet, 260 km väster om huvudstaden Bagdad.
Följande samhällen finns i Anah District:
- ‘Anah